# Il cavaliere della croce
Il cavaliere della croce (El capitán de Loyola) è un film del 1949 diretto da José Díaz Morales.
Il film, di genere biografico, ripercorre la vita di Ignazio di Loyola.

## Produzione
Il film è stato girato negli stessi luoghi in cui è vissuto Sant'Ignazio.